# Masahito Onoda
Masahito Onoda (小野田 将人 Onoda Masahito?, Okayama, 4 de mayo de 1996) es un futbolista japonés que juega como defensa en el R. Velho Takamatsu de la Shikoku Soccer League.

## Trayectoria
En 2015 se unió al F. C. Imabari. Después de eso, jugó en el Shonan Bellmare.

## Clubes
| Club                     | País  | Año       |
| ------------------------ | ----- | --------- |
| F. C. Imabari            | Japón | 2015-2019 |
| Shonan Bellmare (cedido) | Japón | 2019      |
| Montedio Yamagata        | Japón | 2020-2021 |
| Iwate Grulla Morioka     | Japón | 2021-2022 |
| R. Velho Takamatsu       | Japón | 2024-     |